# Eskilstuna (gemeente)
Eskilstuna is een Zweedse gemeente in Södermanland. De gemeente behoort tot de provincie Södermanlands län. Ze heeft een totale oppervlakte van 1257,5 km² en telde 105.924 inwoners eind 2018.

## Plaatsen met inwoneraantal (2005)
- Eskilstuna (stad) 60185
- Torshälla 7614
- Hällbybrunn 3374
- Skogstorp (Södermanland) 2803
- Kvicksund (gedeeltelijk) 1714
- Ärla 1281
- Kjulaås 851
- Hållsta (Eskilstuna) 804
- Hällberga 625
- Västra Borsökna 482
- Alberga 410
- Torshälla huvud 399
- Sundbyholm 317
- Tumbo 295
- Bälgviken 260
- Ängsholmen 169
- Mälarbaden 155
- Udden 149
- Skeppartorp 93
- Grundby sand en Kullersta sand 92
- Ostraknall 86
- Lilla Munkhammar 81
- Näshulta 69
- Eklången 65
- Hammarby 62
- Lövhulta 60
- Västermo 58
- Borsökna en Hyndevad 57
- Ribbingelund 56
- Mora (Södermanland) 54

## Partnersteden
- Erlangen (Duitsland), sinds 1961
- Esbjerg, (Denemarken)
- Fjarðabyggð (IJsland)
- Luton (Engeland)